# Huntington Ingalls Industries
Huntington Ingalls Industries, Inc. (HII) ist eine US-amerikanische Werftengruppe, die am 31. März 2011 aus ihrem Mutterkonzern Northrop Grumman ausgegründet wurde.

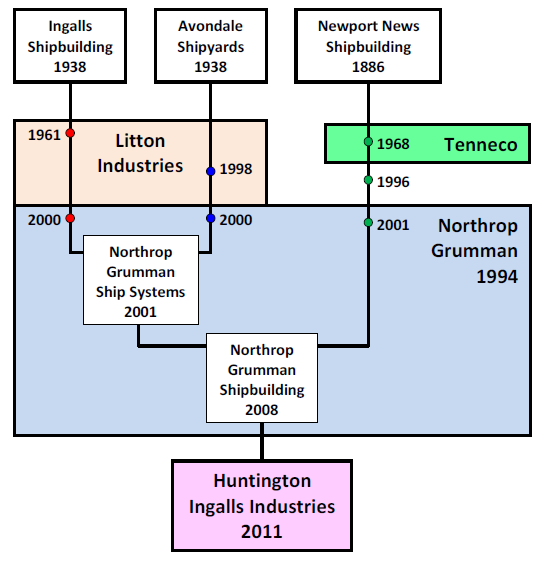
Entstehungsgeschichte

Altes Unternehmenslogo

Die bisherige Northrop Grumman Shipbuilding (NGSB) war ihrerseits am 28. Januar 2008 durch Fusion der beiden Northrop-Grumman-Schiffbauunternehmen Northrop Grumman Ship Systems (NGSS) sowie der Newport News Shipbuilding (NNS) entstanden. Northrop Grumman Ship Systems entstand seinerseits 2001 durch den Zusammenschluss von Ingalls Shipbuilding und Avondale Shipyard, die zu diesem Zeitpunkt durch die Übernahme von Litton Industries in den Northrop-Grumman-Konzern kamen.

## Produkte und Bereiche

### Newport News Shipbuilding
Die Firmengruppe NNS mit ca. 25.000 Mitarbeitern ist bekannt für die Konstruktion und den Bau von militärischen Schiffen.
Dazu zählen z. B.:
- Flugzeugträger (Beispiel: Die ehemalige Enterprise und die neue Gerald-R.-Ford-Klasse)
- Atom-U-Boote (Beispiel: Die neue Columbia-Klasse)
- Zerstörer (Beispiel: Arleigh-Burke-Klasse), unbemannte Schiffe usw.

### Ingalls Shipbuilding
Die Firmengruppe hat ca. 11.000 Mitarbeiter und ist ebenfalls bekannt für Konstruktion und Bau von militärischen Schiffen.

### Mission Technologies
Die Sparte Mission Technologies mit ca. 7.000 Mitarbeitern entwickelt umfangreiche und komplexe Systeme (bspw. Kerntechnik) für Schiffe.